# Clouère
Clouère – rzeka we Francji, przepływająca przez tereny departamentów Charente i Vienne, o długości 76,2 km. Stanowi dopływ rzeki Clain.